# Stipa pseudoichu
Stipa pseudoichu là một loài thực vật có hoa trong họ Hòa thảo. Loài này được Caro miêu tả khoa học đầu tiên năm 1966.